# Municipio de Spring Lake (Minnesota)
El municipio de Spring Lake (en inglés: Spring Lake Township) es un municipio ubicado en el condado de Scott en el estado estadounidense de Minnesota. En el año 2010 tenía una población de 3631 habitantes y una densidad poblacional de 47,1 personas por km².

## Geografía
El municipio de Spring Lake se encuentra ubicado en las coordenadas 44°40′5″N 93°27′48″O / 44.66806, -93.46333. Según la Oficina del Censo de los Estados Unidos, el municipio tiene una superficie total de 77.09 km², de la cual 73,03 km² corresponden a tierra firme y (5,26 %) 4,06 km² es agua.

## Demografía
Según el censo de 2010, había 3631 personas residiendo en el municipio de Spring Lake. La densidad de población era de 47,1 hab./km². De los 3631 habitantes, el municipio de Spring Lake estaba compuesto por el 95,51 % blancos, el 0,28 % eran afroamericanos, el 0,25 % eran amerindios, el 1,85 % eran asiáticos, el 0,55 % eran de otras razas y el 1,57 % eran de una mezcla de razas. Del total de la población el 1,18 % eran hispanos o latinos de cualquier raza.